# Ludo Geuens
Ludo Geuens (Lier, 28 oktober 1923 - Antwerpen, 12 oktober 2002) was een Belgisch schutter.

## Levensloop
Geuens behaalde zilver op de Europese kampioenschappen van 1960 te Parijs in het onderdeel 'skeet'. Op de wereldkampioenschappen van 1966 te Wiesbaden eindigde hij in de 'skeet' op de 8e plaats in de eindrangschikking.